# 꼬부림
꼬부림은 'ㄱ자' 모양의 두텁고 무거운 기본 행마법이다. 상대방 돌의 진로를 막는 것 또는 미는 것이다.